# Hans Hürlimann (botánico)
Hans Hürlimann (25 de diciembre de 1921 - 1 de octubre de 2014) fue un botánico y destacado liquenólogo suizo. Realizó extensas recolecciones briológicas de Nueva Caledonia

## Algunas publicaciones
- 1986. Riccia hawaiiensis Hürl., Species Nova. 4 pp.

- 1951. Zur Lebengeschichte des Schilfs an den Ufern der Schweizer Seen Beitr (Historia biológica de las cañas en las orillas de los lagos suizos Beitr). Contribuciones a la botánica sistemática Landesaufnahme der Sclrvveiz, Haft 30, Berna. —Anal. Real Acad. Farmacia, 17: 628-630, Madrid

## Honores

### Eponimia
- (Moraceae) Ficus hurlimannii Guillaumin[2]